# Корпускулярно-вълнов дуализъм
Корпускулярно-вълновият дуализъм е принцип, съгласно който дадени обекти могат да проявяват както вълнови, така и корпускулярни свойства. Днес той постулира, че всички материални обекти проявяват едновременно свойства на вълна и частица. Исторически погледнато, той е въведен при разработването на квантовата механика, при изучаване на свойствата на микросвета и неспособността на класическата механика да обясни квантовите ефекти. По-нататъшното развитие на този принцип води до концепцията за квантовите полета в квантовата теория на полето.
Класически пример е светлината, която в много физични явления се проявява като поток от частици (фотони), докато в други последните имат свойства на електромагнитна вълна, например при дифракция и интерференция, дори от единичен фотон, когато големината на процепа е сравнима с дължината на вълната..

## История
Идеята за корпускулярно-вълновия дуализъм се заражда през 17 век, с двете теории за светлината – тази на Исак Нютон (корпускулярна) и тази на Кристиан Хюйгенс (вълнова). Впоследствие обаче сериозни аргументи в подкрепа на вълновата теория дават задълбочените експериментални изследвания на явленията интерференция и дифракция на светлината, проведени през първата половина на 19 век. През 1850 г. френският физик Леон Фуко успява експериментално да докаже, че във вода светлината се разпространява с по-малка скорост отколкото във въздух. Този експериментален факт, който е в пълно съответствие с вълновата теория за светлината, влиза в остро противоречие с корпускулярната теория на Нютон. След опитите на Фуко теорията на Нютон е окончателно изоставена.
По-нататъшно развитие вълновата теория получава в изследванията на Максуел, който през 1873 г. доказва теоретично, че светлината е високочестотна електромагнитна вълна. Неговата теория получава блестящо експериментално откритие след опитите на Херц, който открива електромагнитните вълни. По ирония, Херц открива и фотоефекта, явление което впоследствие се оказва, че не може да бъде обяснено с вълновата теория. За да обясни спектъра на излъчване на абсолютно черно тяло Планк въвежда идеята, че енергията на светлината се квантува и че енергията на трептене на атомите в молекулите не може да бъде произволна, а кратна на някаква минимална стойност. Тази идея на Планк впоследствие е наречена квантова хипотеза на Планк. Самият той я разглежда повече като математично средство за решаване на конкретната задача и продължава да търси класическо обяснение на въведената от него константа на Планк. През 1905 г., годината, в която въвежда специалната теория на относителността, Айнщайн изказва предположението, че светлината се излъчва и поглъща на малки порции, наричани кванти, или още и фотони. Така се заражда съвременната представа за природата на светлината, а именно че тя е едновременно и вълна, и частици.
Впоследствие благодарение на работите на Луи дьо Бройл, Артър Комптън, Нилс Бор и други се установява, че подобни свойства имат не само фотоните (частиците на светлината) но и всички други елементарни частици. Изследванията показват, че фотоните, електроните и другите микрочастици имат свойства, които съществено се отличават от свойствата на познатите макроскопични обекти. Когато се описват определени техни свойства, например дифракция и интерференция, те се разглеждат като вълни, а при описване на други техни свойства, например взаимодействието им с веществото – като частици. Така се формулира и корпускулярно-вълновият дуализъм: „Светлината, електроните и другите микрочастици имат двойствена природа: те проявяват свойства както на вълни, така и на частици.“